# 23712 Вілпатрік
23712 Вілпатрік (23712 Willpatrick) — астероїд головного поясу, відкритий 1 січня 1998 року.
Тіссеранів параметр щодо Юпітера — 3,391.